# Сваттинг

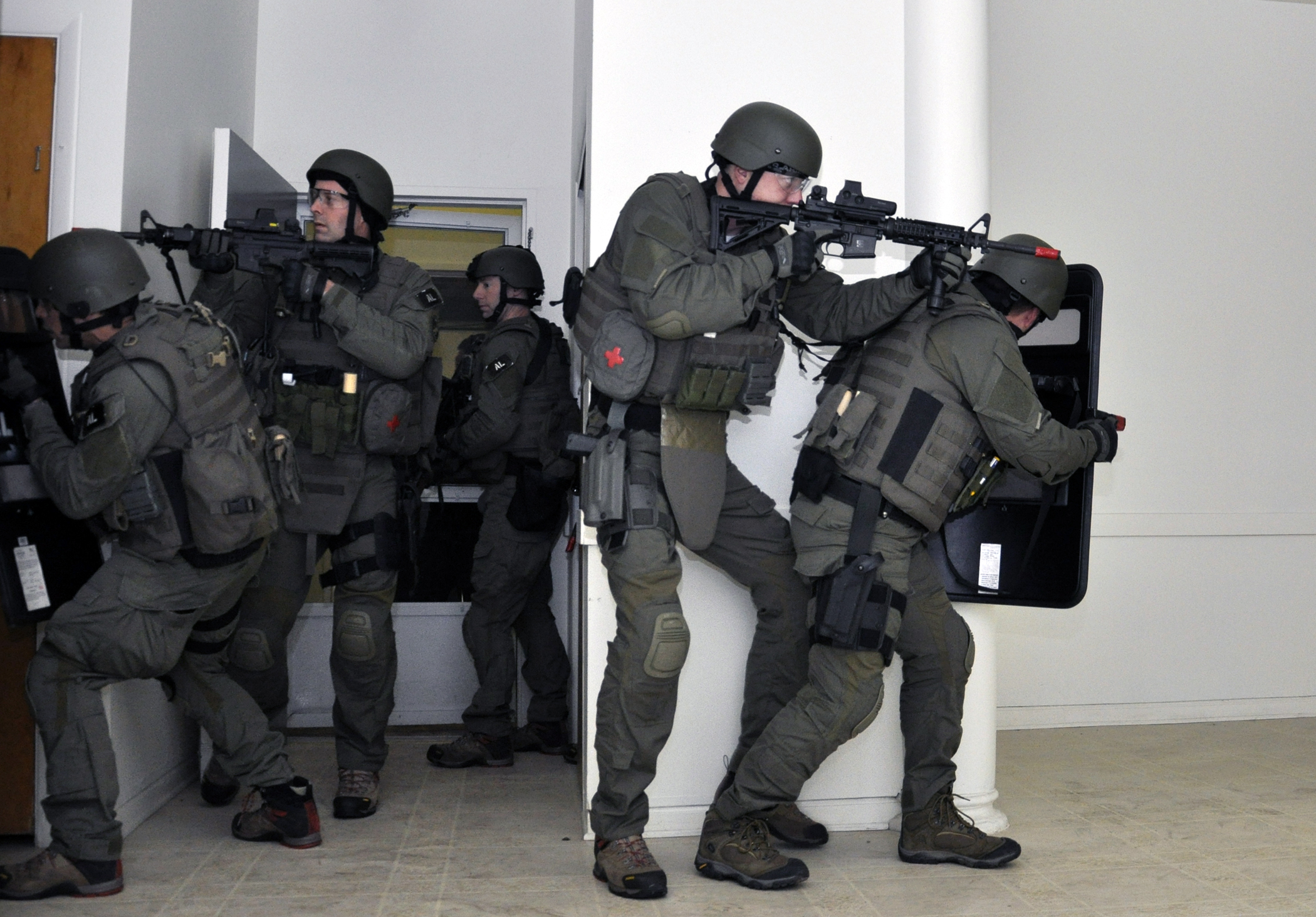
SWAT-команда ФБР во время тренировки. В США немало локальных полицейских ударных групп закупает для себя новое военное снаряжение

Сва́ттинг (от английской аббревиатуры SWAT) — (от англ. swatting, «вызов спецназа») — это форма интернет-троллинга или кибер преступления, при которой злоумышленник сообщает в полицию о ложной угрозе (например, заложенной бомбе, вооружённом преступнике или захвате заложников) по адресу жертвы. Цель — вызвать спецназ (SWAT в США) или другие силовые структуры к дому жертвы.
Этот термин происходит от названия штурмовых групп «SWAT» (Special Weapons And Tactics) — полицейских подразделений специального назначения в США и многих других странах, оснащенного специальным боевым оборудованием вроде дверных таранов, пистолетов-пулеметов и автоматических винтовок. Если есть угроза, при которой необходимо вмешательство такой группы, последствием иногда становится эвакуация людей из всего здания. Сваттинг расценивается как разновидность терроризма, поскольку его используют для запугивания жертвы и создание риска получения телесных повреждений или даже смерти.
Ложный вызов аварийно-спасательной службы считается уголовным преступлением во многих странах, наказанием за него выступают как денежные штрафы, так и лишение свободы, ведь реагируя на такой ложный вызов, соответствующие службы могут не успеть вовремя приехать на место реального происшествия и, кроме того, они тратят средства из городского бюджета и деньги налогоплательщиков. В частности, в Калифорнии сваттеры обязаны возместить полностью все затраты, вызванные сваттингом, сумма которых может достигать 10 000 $.

## Истоки
В 1970-х ложные сообщения об угрозе взрыва стали составлять значительную проблему для полиции, которая была вынуждена эвакуировать некоторые общественные здания (такие как аэропорты и школы) в ответ на ложные сообщения о заложенных взрывных устройствах. Такие сообщения имели целью вызвать массовую панику и нанести вред общественности или отсрочить экзамены в учебных заведениях. В последние десятилетия лица, совершающие такие звонки, нередко пользуются различными техниками, чтобы скрыть свою личность или даже страну происхождения.
Сваттинг, вероятно, начался со звонков пранкеров в аварийно-спасательные службы. С течением лет мистификаторы стали использовать все более изощренные методы, чтобы вызвать группы быстрого реагирования именно нужного им типа. В частности, именно в результате попыток направить отряды быстрого реагирования SWAT к нужным злоумышленникам местам и появился термин «сваттинг». Это слово использовалось в ФБР ещё в 2008 году, а в 2015 — уже попало в оксфордский онлайн-словарь.

## Методы
Среди сваттеров в разнообразных сочетаниях имеют применение техники подмены идентификатора абонента, техники социальной инженерии, использование телекоммуникационных устройств для глухих, телефонных розыгрышей и телефонного фрикинга.
Популярным способом сваттинга являлся звонок в службы реагирования через ныне прекративший свою работу Skype, а также отправка писем с электронных почт на адреса спецслужб с ложными угрозами о минировании зданий, обычно от лица жертвы.
В Telegram практикуется сваттинг с использованием так называемых "геймов" (транслитерация англ. game, рус. игра) – каналов, специализировавшихся на публикациях провокационного контента, в данном контексте — преимущественно угроз о минировании школ. Жертву подставляли, явно или косвенно указывая на то, что она является администратором канала. После обнаружения таких каналов правоохранительными органами, полиция начинала следственную проверку, направленную против подставленного лица. Геймы не обязательно создавались ради подставы, иногда — для анонимного привлечения внимания. 
Бывали случаи, когда службы быстрого реагирования 911 (как с автоматизированными компьютерными системами телефонии, так и с людьми-операторами) оказывались обманутыми звонками, сделанными из городов, находящихся за сотни километров от них, иногда — даже из других стран. Злоумышленники делали звонки на номера 911, используя купленные SIM-карты в целях анонимности, чтобы путем обмана заставить ответственную службу направить группу быстрого реагирования к желаемому месту.
Сваттинг, как способ "наказания" в Интернете, часто следовал доксингу, — получение и распространение персональной информации определённого лица онлайн с целью запугивания или создания угрозы его безопасности.

## Законы

### Канада
В Канаде к ответственности формально привлекают, в частности, за следующие связанные со сваттингом нарушения:
- Высказывание угрозы убийством
- Предоставление ложной информации с целью создать панику и нанести вред общественности
- Нанесение вреда частной собственности

### Соединенные Штаты

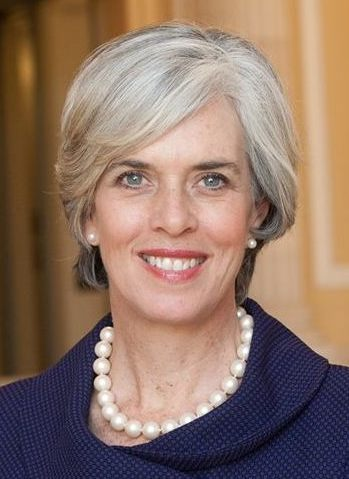
Кэтрин Кларк, представительница Массачусетса в Палате представителей, пропонент общегосударственного акта против сватинг-мистификаций 2015 года

В США в случае сваттинга к ответственности привлекают в рамках федеральных уголовных законов:
- «Заговор с целью мести свидетелю, жертве или информатору»[21][22]
- «Заговор с целью совершения мошенничества с помощью телекоммуникационного устройства и получения несанкционированного доступа к защищенному компьютеру»[21][23]
- Подсудимого также могут признать виновным в «заговоре с целью препятствования правосудию»[24][25]
- В Калифорнии абоненты, которые занимаются сватингом, обязаны возмещать в полном объёме все затраты, связанные с их злонамеренной деятельностью. Сумма может достигать $ 10 000[8].

В 2011 году сенатор от штата Калифорния Тед Лью разработал законопроект для ужесточения наказания за сваттинг. Его собственная семья стала жертвой сваттинга, когда этот законопроект был вынесен на рассмотрение. Его дом окружила дюжина офицеров полиции, а также пожарные и парамедики после того, как местная полиция получила, якобы от самого Лью, сообщение о том, что он убил свою жену (на самом деле в это время он находился в соседнем округе, дети — в школе, а жена была дома).
2015 член законодательного собрания штата Нью-Джерси Пол Мориарти обнародовал законопроект, который имел целью ужесточить ответственность за ложные вызовы аварийно-спасательных служб, и сам стал жертвой одной из таких мистификаций. Законопроект предлагал увеличить максимальный срок заключения за сваттинг до 10 лет, а штраф — до 150 000 $.
Двухпартийный закон 2015 года, предложенный в Конгрессе Патриком Миганом и Кэтрин Кларк, сделал сваттинг федеральным преступлением с ещё более жестким наказанием. Конгрессвумен Кларк написала op-ed в издании The Hill, утверждая, что из 2,5 миллиона случаев киберпреследования, произошедших между 2010 и 2013 годами, только в 10 случаях злоумышленников привлекли к ответственности, однако она не привела источники для этого утверждения. В ответ на этот закон 31 января 2016 анонимный абонент вызвал полицию в дом Кларк.

## Ранения и смертельные случаи, вызванные сватингом

### Инцидент 2015 года
15 января 2015 в городке Сентинел, Оклахома, округ Уошито, диспетчеры получили звонки на номер 911 от неизвестного, представившегося Далласом Хортоном, который сообщил, что он заминировал местное дошкольное учебное заведение. Представители шерифа округа Уошито, а также шеф полиции Сентинела, Льюис Росс, вломились в жилище Хортона. Росс, на котором был бронежилет, получил несколько выстрелов от Хортона, защищавшего свой дом. Позже расследование показало, что звонки не осуществлялись из дома Хортона, из чего агенты Бюро расследований штата Оклахома сделали вывод, что Хортон не знал о том, что в его дом врывается штурмовая группа полиции. Впоследствии Джеймс Эдвард Холли признался полиции, что это он делал звонки, потому что был зол на Хортона. Росс, который получил несколько выстрелов в грудь и в плечо, был ранен, но его вылечили и скоро выписали из местной больницы.

### Инцидент 2017 года
28 декабря 2017 офицеры полиции Уичито убили человека по имени Эндрю Финч в его канзасском доме вследствие сваттинга. На основе ряда скриншотов сообщений в Twitter, издание Wichita Eagle сделало предположение, что Финч был непреднамеренной жертвой сваттинга после того, как игрок в Call of Duty, игравший с Финчем в одной команде, сильно поссорился с ним из-за полутора долларов. 29 декабря 2017 года полиция Лос-Анджелеса арестовала в связи с этим инцидентом 25-летнего серийного сваттера Тайлера Рая Баррисса, известного в сети под псевдонимами SWAuTistic и GoredTutor36. В 2018 году Баррисс получил официальное обвинение от федерального большого жюри, наряду с двумя другими лицами, которые имели отношение к инциденту. По словам федерального прокурора США Стивена МакАлистера, максимальным наказанием за целенаправленную мистификацию, которая привела к смерти человека, является пожизненное заключение, тогда как наказанием за другие уголовные преступления в этом случае является лишение свободы на срок до 20 лет.

## Другие резонансные случаи
В 2009 году с помощью следователя Билли Смита, который занимался случаями мистификаций и обмана в телекоммуникационной компании Verizon, был арестован слепой фрикер Мэтью Вейгман. Его осудили на 11-летний срок в федеральной тюрьме после того как суд признал его виновным в таких нарушениях, как «участие в сваттинг-деятельности и попытка мести свидетелю».
В 2012 году CNN брала интервью у политического комментатора Эрика Эриксона, чтобы обсудить инцидент, который произошел с ним в результате сваттинга. Абонент дозвонился на линию 911, дал операторам адрес Эриксона как свой собственный, и заявил следующее: «Я только что застрелил свою жену, поэтому …. Не думаю, что я могу туда спуститься …. Она мертва, теперь …. Я смотрю на неё …. Я намерен застрелить ещё кого-то вскоре ….»

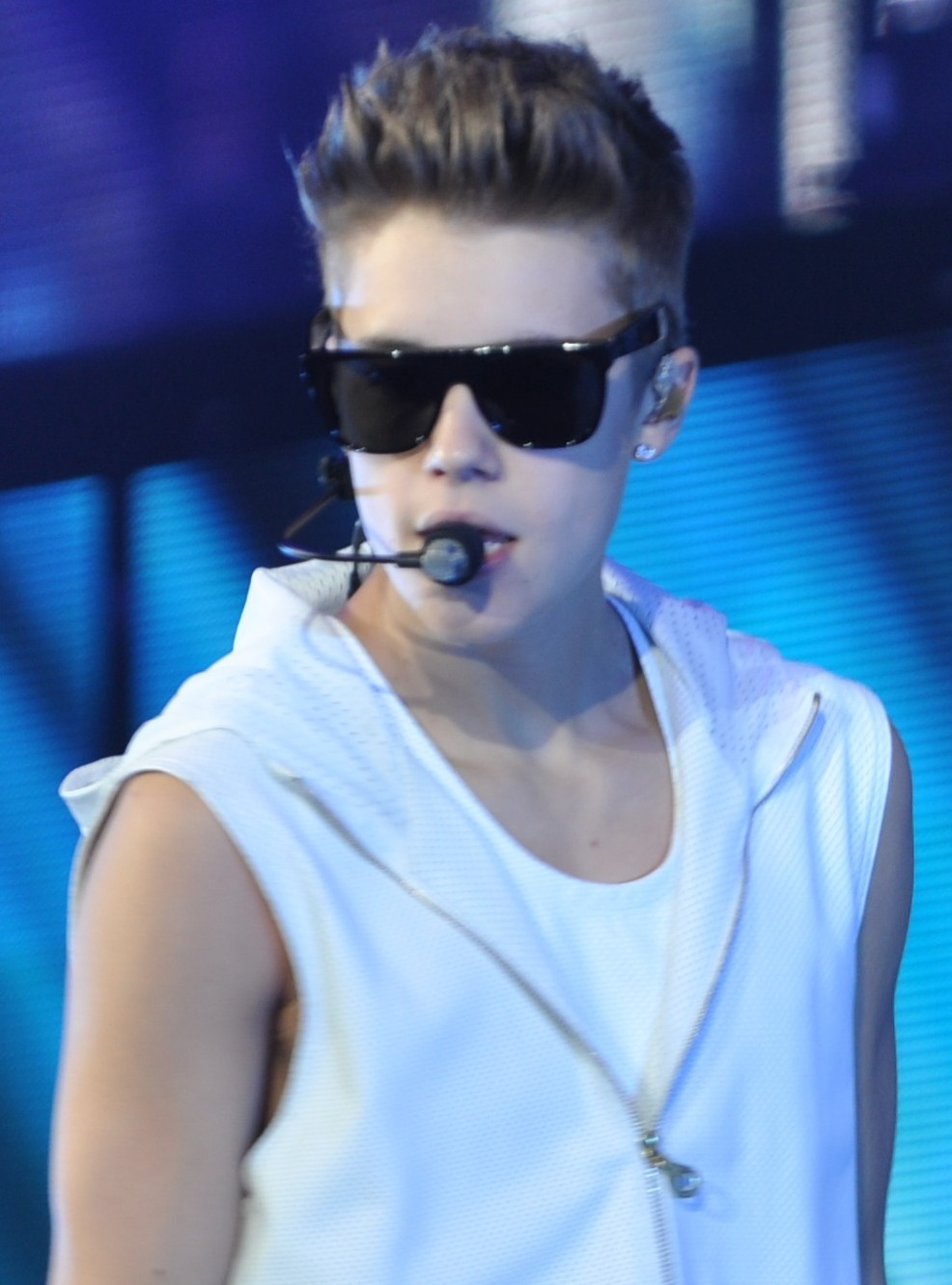
Джастин Бибер — одна из знаменитостей, которые имели несчастье стать жертвами сватинга.

Этот инцидент подтолкнул Сэнди Адамс, представляющую в Конгрессе штат Флорида, добиваться расследования случаев сваттинга под эгидой Департамента юстиции.
В 2013 году жертвами сваттинга стал ряд знаменитостей в США, включая Шона Комбса . Ранее инциденты, вызванные сваттингом, имели место в домах Эштона Кутчера, Тома Круза, Криса Брауна, Майли Сайрус, Игги Азалии, Деруло, Snoop Dogg, Джастина Бибера и Клинта Иствуда.
В 2013 году сеть мошенников, занимавшаяся кардингом и доксингом публичных представителей власти с помощью похищенных отчетов о кредитах, избрала мишенью сваттинга эксперта по компьютерной безопасности Брайана Кребса, отправляя полиции заведомо ложные сообщения, касающиеся его. Лидер группы по имени Ислам также использовал сваттинг с целью навредить обвинителю Стивену П. Гейману, конгрессмену Майку Роджерсу, а также девушке, которую он преследовал в сети из-за того, что она отвергла его романтические предложения. Ислама обвинили в доксинге и сваттинге более 50 публичных лиц, среди которых Мишель Обама, Роберт Маллер, Джон Бреннан и Брайан Кребс. Злоумышленника осудили на два года заключения. Украинского компьютерного хакера Сергея Вовненко признали виновным в использовании похищенных кредитных карт, а также в составлении преступного плана: купить героин, направить его Брайану Кребсу, а затем, воспользовавшись методом сваттинга, вызвать в его дом полицию. Его осудили на 15 лет лишения свободы в Италии и ещё 41 месяц заключения в штате Нью-Джерси.
В мае 2014 года в Оттаве, Онтарио, Канада, арестовали Кертиса Гервайса за целенаправленное осуществление тридцати ложных вызовов по всей Северной Америке, что в результате обернулось для него шестьюдесятью обвинениями, среди которых — "угроза убийством, предоставление ложной информации с целью вызвать панику и нанести вред общественной и частной собственности ". Гервайса приговорили к девяти месяцам домашнего ареста. Судья из Онтарио Митч Хоффман заметил, что следствием ложных вызовов, повлекших за собой эвакуацию людей из школ, домов и торгового центра, стало «введение в состояние огорчения и страха» тысяч человек. Он также назвал все эти случаи сваттинга "масштабной тратой общественных ресурсов, которая дорого обошлась аварийно-спасательным службам, а следовательно, и налогоплательщикам. "
27 августа 2014 пользователь YouTube Джордан Мэтьюсон, известный в сети под никнеймом Kootra, транслировал в прямом эфире свою игру в Counter-Strike: Global Offensive на Twitch. Один из зрителей позвонил на 911 и сообщил о стрельбе с захватом заложников. Команда SWAT совершила рейд на офис игровой компании Мэтьюсона, The Creatures LLC, где о находился. Мэтьюсона повалили на пол и обыскали, в то время как другие офицеры проводили обыск комнаты. Эти события транслировались в прямом эфире в интернете до тех пор, пока правоохранители не выключили веб-камеру на столе Мэтьюсона. Видео сваттинга стали вирусными, получив более 4 миллионов просмотров на YouTube, также об этом событии сообщали в новостях по всему миру.
11 сентября 2014 программист, один из разработчиков Bukkit, Уэсли «Wolvereness» Вулф стал жертвой сваттинга. Неизвестный абонент Skype сообщил полиции, что Вулф застрелил своих родителей и не намерен на этом останавливаться. По мнению Вулфа, его избрали целью сваттинга, чтобы отомстить за то, что он инициировал снятие CraftBukkit из репозитория Bukkit в рамках DMCA.
6 ноября 2014 местная полиция совершила рейд на дом работника (имя неизвестно) студии Bungie, которая разрабатывала франшизы Halo и Destiny, после того, как поступил звонок от кого-то, кто якобы находился внутри дома и сообщил о захвате заложников. Абонент требовал выкуп в размере 20 000 $ и утверждал, что во дворе заложена взрывчатка. Через 45 минут полиция определила, что звонок осуществлялся с компьютера, а не из предполагаемого помещения; они также сделали заявление о том, что если нарушителя удастся поймать, ему грозит штраф и год заключения.
5 декабря 2014 в городе Кокуитлам (Британская Колумбия) полиция арестовала несовершеннолетнего, известного под псевдонимом «Obnoxious», который совершил в целом не менее 40 успешных и неудачных попыток сваттинга в нескольких странах. Нарушитель обычно выбирал себе жертв среди «преимущественно молодых геймеров женского пола, которые игнорировали его заявки в друзья в игре League of Legends и в Twitter». Он пользовался методами социальной инженерии и инструментами слежения, имеющимися в Skype, чтобы получать информацию о месте проживания его жертв от компаний вроде Cox Communications, а также пользовался звонками через VoIP, чтобы скрыть свое реальное местонахождение. Злоумышленник чувствовал себя настолько уверенно, что даже транслировал свои сваттинг-звонки в сети. Подросток получил официальные обвинения в совершении 23 преступлений. Статья на эту тему в газете New York Times раскритиковала сервис Twitch за то, что его администраторы не заблокировали пользователя и связанные с ним аккаунты.
3 января 2015 в городе Портленд (штат Орегон) двадцать офицеров полиции направились к бывшему дому Грейс Линн — женщины-трансгендера. Позже она отметила, что это была кульминация онлайн-преследований, продолжавшихся месяцами, со стороны сторонников кампании Gamergate, после того, как она отозвала свою поддержку этого движения. Сваттер, родом из Сербии, утверждал, что он не имеет никакого отношения к Gamergate. Линн сказала, что она узнала об инциденте благодаря тому, что выполняла ежедневные проверки персональных нападок на нее, и ей удалось разрядить ситуацию, когда она вышла на связь с полицией.
В мае 2015 году на территории Сайпресс, штат Техас, полиция арестовала 19-летнего Захарию Ли Моргенстерна после того, как он сделал несколько фальшивых сообщений о минировании и несколько звонков с целью сваттинга в штатах Миннесота, Огайо и Массачусетс. В частности, его целями стали две школы в городе Маршалл (штат Миннесота). Полиция определила его IP-адрес через Twitter и Google. Моргенстерна признали виновным в совершении нескольких федеральных преступлений и в декабре 2015 года приговорили к 41 месяцу лишения свободы.
В августе 2015 основательница сайта Mumsnet стала целью сваттинга, в результате чего к её дому была направлена группа быстрого реагирования городской полиции Лондона. Этот ложный вызов сопровождался DoS-атакой на сайт Mumsnet и угрозами, собственно, сваттингом.
31 января 2016 примерно в 10:00 вечера представительница штата Массачусетс в Палате представителей США Кэтрин Кларк стала жертвой сваттинга, осуществленного анонимным абонентом, который утверждал, что в доме представительницы происходит стрельба. Полиция города Мелроуз прибыла к дому в ответ на вызов, но покинула его, выяснив, что вызов был ложным. Кэтрин Кларк была сторонницей общегосударственного акта о сваттинге (Interstate Swatting Hoax Act of 2015), целью которого было увеличение наказания за сваттинг, а также классификации этого вида преступления как федерального. После этого инцидента она сказала, что «той воскресной ночью она только симпатизировала лицам, которые становились жертвами сваттинга, но теперь вполне осознает, что значит быть одним из них». Потом она отметила: «этот инцидент действительно побуждает меня поднять ставки».
28 апреля 2017 пользователь Twitch по имени Пол Денайно (псевдоним «Ice Poseidon»), перед тем, как занять свое место в самолёте компании American Airlines, вел онлайн-трансляцию на своем канале в Twitch. После того, как самолёт приземлился, на перроне аэропорта появилась команда быстрого реагирования полиции и силой вывела Пола Денайно и ещё одного человека из самолёта. Дело в том, что некий анонимный абонент сообщил в полицию, что Пол Денайно имеет при себе бомбу (на самом деле это была ложь).
16 октября 2017 полиция окружила дом, в котором проживал биткойн-инженер Джеймсон Лоппе, в ответ на сообщение о захвате заложников. Анонимный абонент позвонил и сообщил, что он уже застрелил одного человека, а остальных держит ради выкупа в заложниках в доме, заминированном взрывчаткой C4. Позже Лоппе написал от первого лица отчет об этом ужасном опыте и предложил награду за любую информацию, которая могла бы привести к аресту злоумышленника и привлечению его к ответственности.
16 мая 2018 популярный стример и бывший профессиональный игрок Overwatch Феликс «xQc» Ленгъел получил неприятный опыт: полиция совершила рейд на его калифорнийское жилище и надела на него наручники прямо посреди веб-трансляции. Позже Ленгъел сообщил, что на него было направлено три ствола огнестрельного оружия. И хотя аналитик Overwatch League Бреннан Гук заявил, что рейд был вызван жалобой соседа на шум в квартире Ленгъела, сам Ленгъел убежден, что он стал жертвой сваттинга.
5 июня 2018 полицию вызвали к дому Дэвида Гогга (Паркленд, Флорида), который был одним из тех, кто выжил в стрельбе в школе Стоунмен-Даглас и позже стал активистом в вопросах контроля за оборотом оружия. Неизвестный абонент сообщил о «ситуации с захватом заложников», в результате чего к дому направили команду SWAT. В то время Гогга не было дома, поскольку он находился вместе со своей семьей в городе Вашингтон, где должен был получить награду имени Роберта Ф. Кеннеди в области защиты прав человека, как один из организаторов «Марша за наши жизни».
В августе 2022 года стример IShowSpeed подвергся сваттингу во время прямой трансляции на YouTube, на него надели наручники, а его оператора заставили прекратить трансляцию. Он утверждал, что его посадили в тюрьму и что Адину Россу пришлось внести за него залог, и только это позволило ему вернуться к своей деятельности 11 августа.
23 ноября 2023 года Нед Люк стал жертвой сваттинга во время трансляции игры в Grand Theft Auto Online.